# Aldin Čajić
Aldin Čajić, talvolta Aldin Čajič (Konjic, 11 settembre 1992), è un calciatore bosniaco, centrocampista dello Sloboda Tuzla.

## Caratteristiche tecniche
È un centrocampista offensivo, ma può essere schierato sia come interno di centrocampo sia come mediano.